# 山本圭一郎
山本 圭一郎（やまもと けいいちろう、12月12日 - ）は、日本の男性声優。茨城県出身。青二プロダクション所属。

## 略歴
茨城県立多賀高等学校卒業。青二塾東京校（第19期生）卒業。

## 人物
方言は茨城弁。
趣味は食べ歩き、カラオケ。

## 出演
太字はメインキャラクター。

### テレビアニメ
1999年
- Blue Gender（オペレーター）

2000年
- サクラ大戦TV
- ONE PIECE（2000年 - 、大鳥、ベリーグッド大佐、ノアゼット 他）

2001年
- ヴァンドレッド the second stage（副艦長、トドロキ士官）
- コスモウォーリアー零（兵士）
- FF：U 〜ファイナルファンタジー:アンリミテッド〜（異界の人D）
- よばれてとびでて!アクビちゃん（眠田正夢、テクノブル公）
- RUN=DIM（GF兵士）
- ののちゃん（店主）

2002年
- 藍より青し（直樹）

2003年
- エアマスター（レフリー）
- 釣りバカ日誌（波六キャプテン）

2004年
- ボボボーボ・ボーボボ（2004年 - 2005年、餃子、モーデル）

2006年
- ふしぎ星の☆ふたご姫 Gyu!（ヤヤン）

2007年
- ゲゲゲの鬼太郎（第5作）（魚屋(第2話、2007年4月8日)、大島、ゴミ清掃の男）
- 出ましたっ!パワパフガールズZ（アナウンサー）
- 祝!(ハピ☆ラキ)ビックリマン（肥助、ハズレ魔像）
- モノノ怪「座敷童子」（客）
- レ・ミゼラブル 少女コゼット（警察官、門番）

2008年
- CLANNAD -クラナド-（大上先生、田嶋） - 2シリーズ
- ケロロ軍曹（男）
- ちびまる子ちゃん（2008年 - 2011年、小巴川、クマちゃん、一条ミツル）
- はたらキッズ マイハム組（警官ハム）

2009年
- 戦場のヴァルキュリア（ヌッティ・コンダ）

2011年
- デジモンクロスウォーズ 悪のデスジェネラルと七つの王国（ゴリモン）

2014年
- 暴れん坊力士!!松太郎（汐風、客、徳間、呼び出し、おじさん、兄弟子、ソバ屋、八百丁、床屋の店主、力士、取り巻き）
- ドラゴンボール改（2014年 - 2015年、市民、オバケ）
- オレカバトル（黒騎士ゲボルグ）
- 金色のコルダ Blue♪Sky（伊織浩平）
- ふうせんいぬティニー（ポン）

### OVA
2002年
- 聖闘士星矢 冥王ハーデス十二宮編（冥闘士）

### 劇場アニメ
2001年
- キン肉マンII世（島田さん）

2002年
- キン肉マンII世 マッスル人参争奪! 超人大戦争（残虐超人）

2005年
- ONE PIECE THE MOVIE オマツリ男爵と秘密の島（部下）

### Webアニメ
2015年
- 聖闘士星矢 黄金魂 -soul of gold-（アスガルド兵）

### ゲーム
2001年
- 真・三國無双2（2001年 - 2002年、徐晃） - 2作品

2002年
- 剣豪2（柳生十兵衛）
- 三國志戦記（許褚、劉表）
- テイルズ オブ ファンダム Vol.1（ジャッコ）
- リーヴェルファンタジア〜マリエルと妖精物語〜（グッドマン）

2003年
- 三國志戦記2（龐徳、紀霊）
- 真・三國無双3（2003年 - 2004年、徐晃） - 3作品
- ジェネレーションオブカオスIII 〜時の封印〜（ジュネイ）
- テイルズ オブ シンフォニア

2004年
- ラクガキ王国2 魔王城の戦い（カルトン、デスケル、兵士）

2005年
- 真・三國無双4（2005年 - 2006年、徐晃） - 3作品
- テイルズ オブ レジェンディア（ノーム 他）

2006年
- 雀・三國無双（徐晃）
- ジョジョの奇妙な冒険 ファントムブラッド
- テイルズ オブ ザ ワールド レディアント マイソロジー（科学者B）
- テイルズ オブ ファンタジア -フルボイスエディション-（オリジン）

2007年
- 真・三國無双5（2007年 - 2009年、徐晃、エディット武将〈重鎮〉 他） - 2作品
- テイルズ オブ ファンダム Vol.2（ノーム）
- ドラゴンシャドウスペル（ユーグ・セイレン）
- バトルファンタジア（フリード〈ストーリーモード〉）
- VitaminX（マナブ）
- 無双OROCHI（徐晃）

2008年
- 戦場のヴァルキュリア
- drastic Killer
- 無双OROCHI 魔王再臨（徐晃）

2009年
- 仮面ライダー クライマックスヒーローズ シリーズ（2009年 - 2012年） - 5作品
- 無双OROCHI Z（徐晃 他）

2010年
- イース -フェルガナの誓い-（ハロルド、デューイ）
- 金色のコルダ3（伊織浩平）
- 真・三國無双 MULTI RAID 2（徐晃）
- テイルズ オブ ファンタジア なりきりダンジョンX（ノーム、オリジン）

2011年
- オール仮面ライダー ライダージェネレーション
- 真・三國無双6（徐晃、エディット武将〈老練〉 他） - 3作品
- 真・三國無双 Special（徐晃 他）
- 真・三國無双 NEXT（徐晃、重鎮）
- 聖闘士星矢戦記（暗黒リザド、雑兵、餓鬼）
- 誰にでも裏がある-Happy Gift-（小田九郎）
- 無双OROCHI 2（徐晃 他）

2012年
- 英雄伝説 零の軌跡 Evolution（ハロルド・ヘイワース）
- オール仮面ライダー ライダージェネレーション2
- 新・剣と魔法と学園モノ。刻の学園
- 真・北斗無双（ソリア）
- 無双OROCHI2 Special（徐晃 他）
- 無双OROCHI2 Hyper（徐晃 他）

2013年
- 仮面ライダー バトライド・ウォー（2013年 - 2016年） - 3作品
- 真・三國無双7（2013年 - 2014年、徐晃） - 3作品
- 無双OROCHI2 Ultimate（徐晃 他）

2014年
- 仮面ライダー サモンライド!
- 金色のコルダ3 AnotherSky feat.至誠館（伊織浩平）
- スーパーヒーロージェネレーション（アマダム）

2015年
- デジモンストーリー サイバースルゥース（バンチョーレオモン）
- MÚSECA（オーキヌス）

2016年
- 英雄伝説 空の軌跡 the 3rd Evolution（ダヴィル・クライナッハ、ハロルド）
- ペルソナ5

2018年
- 真・三國無双8（2018年 - 2021年、徐晃） - 2作品
- 仮面ライダー クライマックススクランブル ジオウ

2019年
- ペルソナ5 ザ・ロイヤル

2023年
- 龍が如く7外伝 名を消した男

2025年
- 真・三國無双 ORIGINS（徐晃）

### 吹き替え
- ザ・プリテンダー 仮面の逃亡者
- ダンジョン&ドラゴン
- ノット・ア・ガール
- ゴーストワールド

### ドラマCD
- 英雄伝説 零の軌跡 ドラマCD（ハロルド・ヘイワース）
  - レン物語 〜陽光のぬくもりに抱かれて〜
- 孤独のグルメ ドラマCD
- 孤独のグルメ vol.2 ドラマCD
- 金色のコルダ3 SS(スクールシリーズ)II 〜至誠館〜（伊織浩平）
- テイルズ オブ エターニア（ビフテク）
- バッカーノ!（ネイダー）
- まーぶるインスパイア（みりきの父）

### ラジオ
- 箱根駅伝応援スペシャル〜5夜連続ラジオドラマ『風が強く吹いている』（文化放送）（ムサ）

### その他
- カメラと旅する鉄道風景（ナレーション）
- 極楽とんぼの吠え魂（「今夜はエッチな夜だから」のコーナー）
- 世界まる見え!テレビ特捜部（ナレーション）
- Bリーグ・茨城ロボッツ サブアリーナMC (2022-23 SEASON)

### シリーズ一覧
1. ↑  『真・三國無双2』（2001年）、『2 猛将伝』（2002年）
2. ↑  『真・三國無双3』（2003年）、『3 猛将伝』（2003年）、『3 Empires』（2003年）
3. ↑  『真・三國無双4』（2005年）、『4 猛将伝』（2005年）、『4 Empires』（2006年）
4. ↑  『真・三國無双5』（2007年）、『5 Empires』（2009年）
5. ↑  第1作（2009年）、『W』（2009年）、『オーズ』（2010年）、『フォーゼ』（2011年）、『超』（2012年）
6. ↑  『真・三國無双6』（2011年）、『6 猛将伝』（2011年）、『6 Empires』（2012年）
7. ↑  第1作（2013年）、『II』（2014年）、『創生』（2016年）
8. ↑  『真・三國無双7』（2013年）、『7 猛将伝』（2013年）[11]、『7 Empires』（2014年）
9. ↑  『真・三國無双8』（2018年）、『8 Empires』（2021年）